# Zimní stadion Hradec Králové
 (avril 2025).
Si vous disposez d'ouvrages ou d'articles de référence ou si vous connaissez des sites web de qualité traitant du thème abordé ici, merci de compléter l'article en donnant les références utiles à sa vérifiabilité et en les liant à la section « Notes et références ».
La ČPP Arena, anciennement Zimní stadion Hradec Králové est une patinoire située dans la ville de Hradec Králové en République tchèque.

## Histoire
À partir de 1930, une patinoire en glace naturelle avec un éclairage artificiel est aménagée sur le site de l'actuelle patinoire. Elle était entourée de barrières autour desquelles s'installaient les spectateurs. Au fil du temps, l'équipement a été amélioré et à la fin des années 1940, la patinoire bénéficiait d'une glace artificielle produite à l'aide d'un compresseur.
En 1955 débute la construction d'une patinoire avec de la glace artificielle produite grâce à de l'ammoniac. Deux tribunes couvertes sont bâties de part et d'autre de la surface de glace. Les travaux sont entièrement terminés en 1957.
L'aréna est démolie en 1969 pour laisser la place à une patinoire polyvalente couverte, d'une capacité de 12 000 places. Les travaux sont plus longs que prévu et s'achèvent en 1976. En raison de contraintes financières, la capacité est revue à la baisse, autour de 8 000 places.

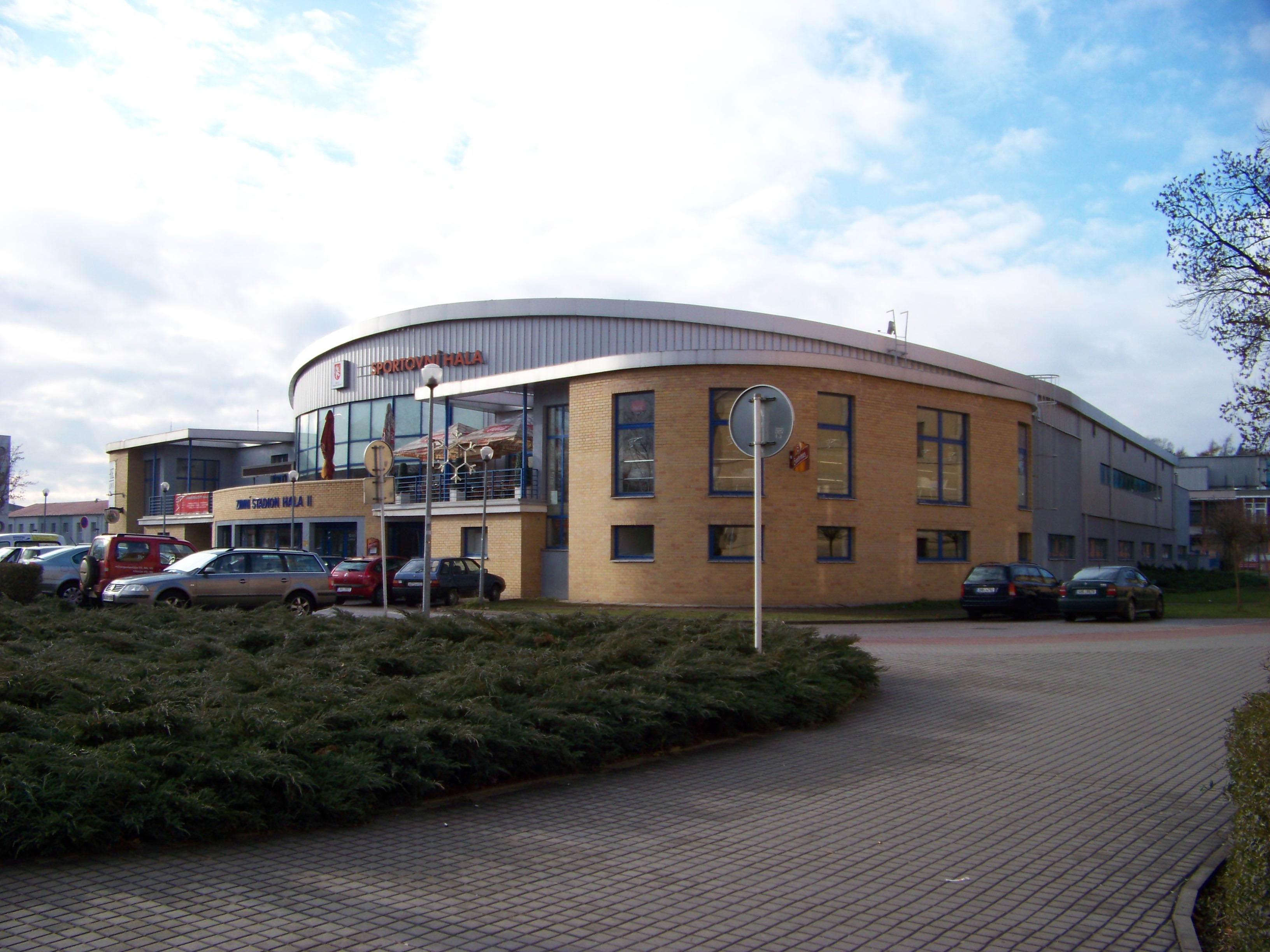
2e patinoire

En 1980, une 2e patinoire est construite mais elle est découverte. Elle n'aura un toit que 21 ans plus tard, en 2001.
Entre 2007 et 2010, d'importants travaux de rénovation sont réalisés pour un montant de 270 millions d'euros : nouveau revêtement, isolation, éclairage, climatisation, remplacement des garde-corps, nouveaux sièges, etc. La 2e patinoire est couverte et les deux bâtiments sont raccordés au nouveau système de refroidissement. Cette importante rénovation a donné lieu à plusieurs procès entre le locataire et la ville, cette dernière reprochant un travail trop cher et mal exécuté. La presse a également vivement critiqué la qualité de la mise en œuvre de même que l'architecte initial, František Křelina.
Un contrat de naming est signé le 9 décembre 2014 entre le Mountfield HK, club résident, et la société de paris Fortuna. À partir du 1er janvier 2015 et jusqu'en juillet 2017, la salle porte donc le nom de Fortuna Arena. Le contrat laisse toutefois une possibilité de prolongation.

## Capacité
La grande patinoire possède 3 655 places assises et 3 235 places debout. La petite aréna dispose quant à elle de 500 places debout.

## Évènements
Cet équipement est principalement destiné à l'équipe de hockey sur glace de la ville qui dispute l'Extraliga. La patinoire étant aux normes internationales, elle a accueilli le Championnat d'Europe junior 1980 (en) et le Championnat du monde junior 2002.
La grande aréna a accueilli des matches de la Coupe Davis de tennis de 1984 : la Tchécoslovaquie de la légende Ivan Lendl bat le Danemark au 1er sur le score de 5 à 0, puis la France en quart de finale 3 à 2 avant de perdre sèchement 5 à 0 en demi-finale contre la Suède, futur vainqueur. 
Des concerts y sont également organisés régulièrement.